# وره محمدجافری
وره محمدجافری، روستایی در دهستان صیدون جنوبی بخش علا شهرستان صیدون در استان خوزستان ایران است.

## جمعیت
بر پایه سرشماری عمومی نفوس و مسکن در سال ۱۳۹۵، جمعیت این روستا برابر با ۲۸ نفر (۵ خانوار) بوده‌است.